# I padroni della notte (film)
(Tagline del film)
I padroni della notte (We Own the Night) è un film del 2007 scritto e diretto da James Gray.
È stato presentato in concorso al 60º Festival di Cannes.

## Trama
Due fratelli, molto diversi tra loro, nella vita hanno preso strade completamente diverse. Joe ha seguito le orme paterne, diventando un rispettabile poliziotto, mentre Bobby, che ha rinnegato il cognome del padre, ma solo per questioni di affari, gestisce infatti un locale dove si svolgono loschi traffici della mafia russa, apparentemente a sua insaputa ed è fidanzato con la giovane Amada Juarez.
Una notte, le forze dell'ordine guidate da Joe fanno irruzione nel locale di Bobby per arrestare il boss Vadim, frequentatore del suo locale e nipote del suo datore di lavoro; Bobby si rifiuta però di collaborare con il padre e il fratello.
La polizia riesce a catturare Vadim, che decide di vendicarsi. Una sera, un aggressore mascherato spara a Joe, ma questi sopravvive dopo quattro mesi trascorsi in ospedale. Vadim, ignaro dei legami familiari di Bobby, confida che il capo sarà la prossima vittima. Bobby decide allora di aiutare la polizia e pertanto lui e Amada vengono posti nel programma di protezione, riconciliandosi in qualche modo con la sua famiglia.
Vadim e i suoi scagnozzi hanno ormai scoperto la vera identità di Bobby e decidono di farlo fuori ma quest'ultimo, sotto copertura, riesce a salvarsi grazie all'intervento della polizia, che aveva rintracciato la raffineria di droga di Vadim grazie al microfono inserito nel suo accendino. Un giorno, Bobby e Amada vengono scortati dalla polizia verso un nuovo nascondiglio ma nel frattempo sopraggiungono alcuni uomini di Vadim che, durante una sparatoria in macchina tra le strade di New York, uccidono suo padre.
A questo punto, Bobby decide di vendicare il padre arruolandosi in prova nel corpo di polizia: Amada prende molto male la sua scelta e lo lascia. Bobby, dopo aver scoperto dall'amico Jumbo che il mandante dell'omicidio di suo padre era proprio il suo datore di lavoro, che egli considerava come un padre, assieme al fratello trovano il covo di Vadim e una volta giunti sul posto, Vadim fugge in un canneto ma la polizia lo stana con dei fumogeni; Bobby scorge Vadim all'interno di esso e gli spara a bruciapelo al petto, uccidendolo.
Tempo dopo, Bobby diventa un agente di polizia a tempo pieno e, durante una cerimonia, Joe rivela a Bobby che ha deciso di passare ad un lavoro nel settore dell'amministrazione per passare più tempo coi suoi figli dopo la nascita del terzogenito. Nella scena finale, prima che i due fratelli esprimano il loro amore fraterno, si intravede il volto di Amada tra la folla: ma è solo il frutto di un'immaginazione di Bobby.

## Riconoscimenti
- 2007 - Festival di Cannes
  - Nomination Palma d'Oro a James Gray
- 2008 - Premio César
  - Nomination Miglior film straniero a James Gray
- 2008 - Teen Choice Awards
  - Nomination Miglior attore in un film drammatico a Mark Wahlberg
- 2007 - Visual Effects Society
  - Nomination Migliori effetti speciali a Kelly Port, Julian Levi, Brad Parker e Olivier Sarda
- 2008 - Taurus World Stunt Awards
  - Nomination Miglior lavoro sodo a Bob Colletti